# Tempe Terra
Tempe Terra es una región montañosa repleta de cráteres en el hemisferio norte del planeta Marte. Ubicada en el borde nororiental de la provincia volcánica de Tharsis, Tempe Terra se destaca por su alto grado de fractura y deformación de la corteza. La región también contiene muchos pequeños volcanes en escudo, flujos de lava y otras estructuras volcánicas.
La región lleva el nombre de la característica de albedo Tempe, utilizada por primera vez por el astrónomo Eugène Antoniadi en 1930 para describir un parche brillante de terreno centrado cerca de 40°N, 70°O. El nombre proviene del Valle de Tempe, un valle ubicado al sur del Monte Olimpo y celebrado por los antiguos griegos por su belleza. La Unión Astronómica Internacional (IAU) designó formalmente la región Tempe Terra en 1979. Terra (pl. terrae) es un término descriptor en latín usado en geología planetaria para regiones montañosas similares a continentes (es decir, extensas masas de tierra) en otros planetas.

## Ubicación y descripción

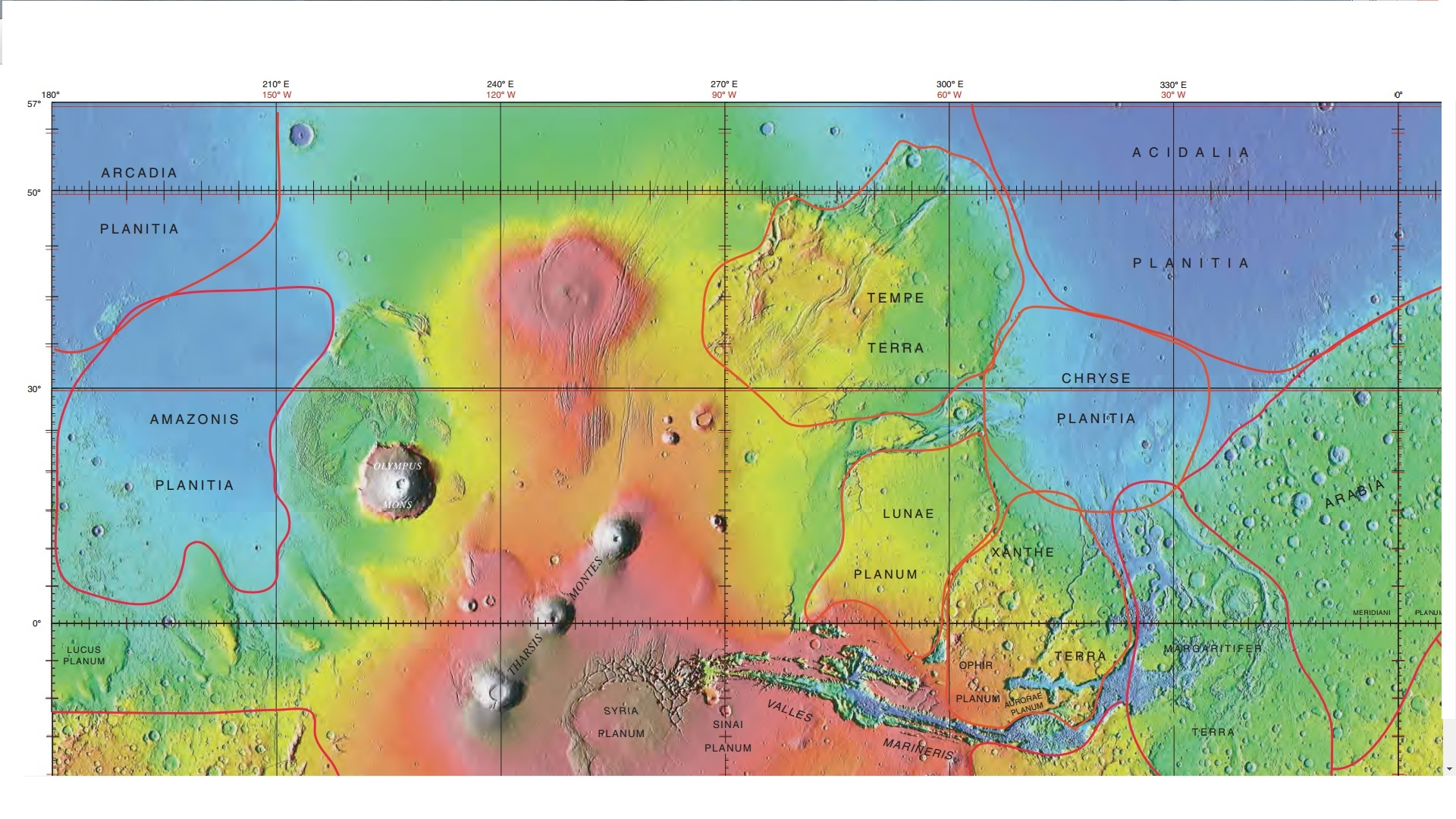
Mapa MOLA que muestra los límites de Tempe Terra y otras regiones. Los colores indican elevaciones.

Tempe Terra se encuentra en la mitad oriental del cuadrángulo de Arcadia (MC-03) y el borde occidental del cuadrángulo de Mare Acidalium (MC-04) en el hemisferio occidental de Marte. Tiene su centro en las coordenadas 39,7°N 289°E y abarca unos 2.700 km en su extensión más amplia. La región se extiende desde aproximadamente 30° a 54°N y desde 265° a 310°E, cubriendo aproximadamente 2,1 millones de km 2, o un área aproximadamente equivalente a la de Arabia Saudita. Limita al este con Chryse Planitia y con Acidalia Planitia, al norte con las llanuras bajas de Arcadia y Vastitas Borealis, y al sur con el enorme sistema de canales de salida de Kasei Valles.